# .co
.co è il dominio di primo livello nazionale assegnato alla Colombia.
Originariamente gestito dalla Universidad de los Andes, è amministrato dalla società per azioni .CO Internet, dietro mandato del Ministerio de Tecnologías de la Información y las Comunicaciones (MinTIC). Nel 2014 .CO Internet è stata acquistata da Neustar, successivamente diventata parte di GoDaddy.
Il dominio è considerato importante per via della somiglianza con .com e viene trattato da alcuni motori di ricerca come .tv o .me.